# Alois Mentasti
Alois Mentasti (* 15. Februar 1887 in Sooß; † 23. April 1958 ebenda) war ein österreichischer Politiker (SPÖ) und Weinhauer. Mentasti war Abgeordneter zum Landtag von Niederösterreich und Landtagspräsident, Abgeordneter zum Nationalrat und Unterstaatssekretär im Staatsamt für Land- und Forstwirtschaft.

## Leben
Mentasti absolvierte nach dem Besuch der Volksschule eine Malerlehre, auf ging danach auf Wanderschaft durch Europa. Nach seiner Rückkehr 1909 arbeitete er als Maler und übernahm 1918 den elterlichen Winzerbetrieb. 
Er war von 1919 bis 1934 Mitglied des Gemeinderates und Vizebürgermeister von Sooß. Zudem vertrat er die Sozialdemokratische Arbeiterpartei vom 20. Mai 1927 bis zum 16. Februar 1934 im Niederösterreichischen Landtag. Zudem war Mentasti zwischen 1922 und 1934 Landesbauernkammerrat. Mentasti verlor sein Mandat infolge des Österreichischen Bürgerkriegs und dem Verbot der Sozialdemokratischen Arbeiterpartei Österreichs, zudem wurde er 1934 und erneut 1944 verhaftet.
Nach dem Ende des Zweiten Weltkriegs übernahm Mentasti zwischen 1945 und 1958 die Funktion des Obmanns des Österreichischen Arbeitsbauernbundes, eine Funktion, die er bereits von 1923 bis 1934 innegehabt hatte. Zudem war er von 1945 bis 1955 Bürgermeister von Sooß und danach bis 1958 Gemeinderat. Innerparteilich wirkte er zwischen 1946 und 1953 als Mitglied des Parteivorstandes der SPÖ und war von 1945 bis 1950 Vizepräsident der Landes-Landwirtschaftskammer für Niederösterreich.
Mentasti war vom 27. April 1945 bis zum 20. Dezember 1945 Unterstaatssekretär im Staatsamt für Land- und Forstwirtschaft und vertrat die SPÖ zwischen dem 12. Dezember 1945 und dem 5. November 1949 erneut im Niederösterreichischen Landtag. Zudem hatte er vom 12. Dezember 1945 bis zum 6. Juli 1949 das Amt des 2. Landtagspräsidenten inne. Danach gehörte Mentasti zwischen dem 8. November 1949 und dem 18. März 1953 dem Nationalrat an. An sein Wirken erinnert heute die Alois Mentasti-Straße.